# 다리우스 (비디오 게임)
〈다리우스〉(Darius) 또는 〈다라이어스〉(일본어: ダライアス)는 타이토에서 제작한 슈팅 게임으로, 《다리우스》 시리즈의 첫 작품이다. 1986년에 제작되어 1987년 2월부터 일본 오락실에서 가동을 시작했다.